# Județul Mureș
Mureș (în maghiară Maros megye, în germană Kreis Mieresch) este un județ în regiunea Transilvania din România. A fost înființat în anul 1968 prin reorganizarea teritorială a Regiunii Mureș-Autonomă Maghiară și a Regiunii Brașov (din raioanele Reghin, Târgu Mureș, Luduș, Târnăveni și Sighișoara). Cea mai mare parte a teritoriului județului de azi a făcut parte mai devreme din Județul Mureș (interbelic), din Comitatul Mureș-Turda (antebelic), iar mai devreme din Scaunul Secuiesc al Mureșului, Scaunul Săsesc a Sighișoarei și din Comitatul Turda. Din punct de vedere al culturii tradiționale, actualul județ face parte din mai multe zone (etno-folclorice și istorice) distincte, precum Ținutul Secuiesc, Pământul crăiesc etc. Reședința și centrul cultural, educațional și economic a județului este municipiul Târgu Mureș. Are o suprafață totală de 6.714 km² care reprezintă 2,8% din suprafața totală a țării. Numele județului provine de la râul Mureș, râu care străbate județul de la NE la SV.

## Geografie

### Încadrare
Județul Mureș este situat în zona central-nordică a țării în centrul Podișului Transilvaniei, fiind cuprins între meridianele 23°55’ și 25°14’ longitudine estică și paralele 46°09’ și 47°00’ latitudine nordică. Județul se întinde între culmile muntoase ale Călimanului și Gurghiului până în Podișul Târnavelor și Câmpia Transilvaniei. Axa fizico-geografică a județului este râul Mureș care străbate județul de la NE către SV pe o distanță de 140 km; râul împrumutând și numele Mureș, județului.
Județul Mureș se învecinează cu alte șapte județe. La nord-est cu județul Suceava pe o distanță 15 kilometri, limita fiind culmile masivului Călimani. Pe latura estică pe o distanță de 130 kilometri se învecinează cu județul Harghita, limita fiind descrisă pe direcția nord-sud de munții Călimani, defileul Mureșului între Toplița și Stânceni, munții Gurghiului până aproape de Sovata, traversează apoi cursul superior al Târnavei Mari până la intersecția acestuia cu râul Homorodul Mare. La extremitatea sud-estică, județul Mureș se învecinează pe o porțiune de 20 km cu județul Brașov. În partea de sud-vest, pe o distanță de 80 de km se învecinează cu județul Sibiu. Limita cu acest județ începe la intersecția dintre Târnava Mare și Hârtibaci, traversează Târnava Mare lângă Daneș, Mureș apoi urmează linia descrisă de cele 2 Târnave până în apropiere de sud-vestul orașului Târnăveni. Hotarul cu județul Alba lung de 40 km este cuprins între Târnava Mică și râul Mureș și se află în partea de sud-vest a județului Mureș. La confluența Arieșului cu Mureșul începe granița cu județul Cluj, în partea de vest a județului Mureș, și traversează colinele Câmpiei Transilvaniei pe o distanță de aproape 60 km. În partea de nord pe o distanță de 100 km, județul Mureș se învecinează cu județul Bistrița-Năsăud linia de demarcație dintre cele două județe fiind dealurile din Câmpia Transilvaniei, Subcarpații interni iar spre final Munții Călimani la o altitudine de 2000 m.

### Relief

Harta fizică a județului Mureș

Relieful colinar și de podiș deluros este prezent pe suprafața județului într-o proporție de 50%. Din cealaltă jumătate fac parte dealurile subcarpatice transilvănene și munții vulcanici Călimani - Gurghiu. Profilul topografic al reliefului apare sub forma unei curbe hipsografice ascendente  cu relative echilibrări orizontale și salturi altimetrice pe sectoare  având ca punct de minim Valea Mureșului din apropierea Ludușului cu o altitudine de 300 m și ca punct de maxim creasta Munților Călimani la 2100 m. Pe suprafața județului pot fi identificate următoarele unități de relief: Munții vulcanici Călimani-Gurghiu, Dealurile subcarpatice transilvănene ale Reghinului și Târnavei Mici, podișul Târnavelor și Câmpia colinară a Transilvaniei.
Munții Călimani ocupă o arie de 2000 km² pe teritoriul județului. Sectorul aflat pe teritoriul județului Mureș este descris de vf. Pietrosu, vf. Răchitișu, vf. Bistricioru până la râul Mureș spre sud, pâraiele Lomaș și Călimănel în est, iar spre vest vf. Poiana Tomii și Poiana Bistrii.
Crestele muntoase sunt formate din andezite pe suprafața acestora observându-se urme ale glaciațiunii mai ales în zona vf. Pietrosu dar și din aglomerate pe platourile vulcanice acoperite de pășuni alpine. De menționat este și vf. Scaunul (1381 m) a cărui contur poate fi admirat în întregime din depresiunea Vălenii de Mureș.
Munții Gurghiului pe teritoriului județului se întind de la defileul Mureșului până la partea nordică a Munților Harghitei până la aliniamnetuyl descris de vârfurile  Bătrâna, Crucii, Tătarea , Fâncelu și Saca. Masivul este brăzdat de mici defilee create în urma eroziunii de către râurile care traversează masivul.
Defileul Mureșului se întinde între Toplița și Deda este lung de 35 km, fiind săpat de râul Mureș în catena formată de munții Călimani și Harghita. În acest sector valea Mureșului este îngustă, versanții fiind foarte apropiați, pe alocuri doar râul având spațiu pentru trecere. Din acest motiv stâncile de andezit care mărginesc defileul au fost străpunse de tuneluri pentru a permite construirea căii ferate.
Dealurile subcarpatice transilvănene sunt formele de relief care fac trecerea de la zona muntoasă la Podișul Transilvaniei.  Regiunile deluroase și depresionare din județul Mureș sunt: Depresiunea Vălenii de Mureș , Culoarul intercolinar al Reghinului (Dealurile Teleacului), Depresiunea Sovata-Praid, Dealurile Bichiș, Depresiunea Dămieni-Chibed-Solocna, Culmea Trei Sate, Depresiunea Sângeorgiu de Pădure.
Podișul Transilvaniei pe teritoriul județului este format din următoarele subunități: Podișul Târgu Mureș, Podișul Târnavelor, Podișul Jacodului, Podișul Vânătorilor, Podișul Hârtibaciului, Podișul Dumbrăveni. Cel mai înalt punct se afla în Podișul Vânătorilor : Dealul Pietriș (839 m).
Câmpia Transilvaniei este situată în nordul județului la altitudini medii de 400 m fiind brăzdată de văi săpate în argilă, marne, nisipuri sarmatice, alunecări care au blocat râurile formând lacuri - amenajate ulterior în heleșteie. Relieful caracteristic este de domuri gazeifere degradate de apele curgătoare formând lunci largi și colmatate. Interfluviile sunt cultivate, solurile fiind fertile, acesta fiind și motivul pentru care culmile domoale au fost denumite "câmpie".
În partea de vest a județului câmpia primește un caracter de stepă, iar în est crește gradul de împădurire odată cu creșterea altitudinii, acest fapt permițând delimitare a două subunități: Câmpia Sărmașului și Dealurile Mădărașului.

### Climă
Județul Mureș se află în sectorul de climat continental-moderat de dealuri și păduri precum și în sectorul climei de munte. Până la mijlocul anilor '90 clima județului avea următorul specific: veri mai călduroase și ierni lungi și reci, cu precădere în zonele montane din nord-estul județului. În partea de vest a județului climatul are nuanțe mai aride, verile fiind în general mai secetoase și mai calde.
Temperaturile medii anuale sunt între 2°-4 °C în partea de est și 8°-9 °C în partea de vest, luna cu temperaturile cele mai ridicate fiind iulie cu 18°-19 °C, iar cea cu temperaturile cele mai scăzute ianuarie cu -3°-5 °C. Temperaturile extreme înregistrate pe suprafețe județului au fost -32 °C în anul 1942 la Târgu Mureș și +40 °C în Câmpia Transilvanie la Săbed în anul 1952. De la începutul secolului până în anii '80 s-a înregistrat o medie a precipitațiilor de 627, 1 mm, cel mai umed an din acest interval fiind anul 1974 cu 745,6 mm, iar cel mai secetos cu 443,7 mm anul 1946.

### Hidrografie

#### Ape curgătoare
Râul Mureș este cel mai mare râu și principalul colector din bazinul Transilvaniei. De la intrarea în județ, la Ciobotani și până la ieșire, în Chețani, râul străbate o distanță de 180 km. Colectează în albia sa apele mai multor pâraie precum Călimănel, Mermezeu, Zebrac, Ilva Mare, Răstolița, Gălăoaia, Bistra (din munții Călimani) și din munții Gurghiului principalii afluenți Gudea, Sălard, Iod, Sebeș , râul Gurghiu și pârâul Beica.
Ceilalți afluenți ai Mureșului de pe cuprinsul județului sunt: Luțul, Lechința, Pârâul de Câmpie, Nirajul, Cerghid, Lăscud, Șăulia, Ozd.
Bazinul hidrografic al râului pe parcursul celor 761 km din Româna este de aproximativ 28 000 kmp, iar debitul mediu anual este de 121,1 m³/s la Stânceni, 36,9 m³/s la Glodeni și la ieșirea din județ de 43 m³/s. Debitul maxim înregistrat a fost de 1580m3/s la Glodeni în anul 1975. 
(datele statistice de mai sus reprezentative pentru anul 1980)
Râul Târnava Mică izvorăște din Munții Gurghiului (vf. Șoimuș) și are o lungime totală de 185 km, o mare parte din drumul străbătut aflându-se pe teritoriul județului Mureș. Afluenții principali ai râului sunt pâraiele: Corund, Solocma, Cușmedu, Vețea, Nadeș, Agrișteu și Cund. Debitul mediu al râului este de 9,7 m³/s la Târnăveni, iar debitul maxim a fost atins în 1975, 630m3/s.
(datele statistice de mai sus sunt reprezentative pentru anul 1980)
Râul Târnava Mare izvorăște din județul Harghita și străbate județul Mureș pe o distanță mică, între Vânători și Daneș. Pe acest sector are următorii afluenți: Scroafa, Cărbunari, Naghiroc, Șapartoc și Șaeș. Debitul mediu al Târnavei Mari este de 9,49 m³/s la Vânători, râul înregistrând un maxim de 700 m³/s în anul 1970.

#### Lacuri
Principalele lacuri și iazuri din județul Mureș, în mare parte create artificial, sunt: Tăureni - iaz realizat pe Pârâul de Câmpie, Zau de Câmpie, Șăulia, Fărăgău, Lacul Ursu - în apropiere de acesta fiind și lacurile: Aluniș, Negru, Roșu și Verde.
Alte lacuri cu scop piscicol în care este permis pescuitul sportiv: Hanul Pescarilor din Sancraiu de Mures, Toldal, Peștișorul de Aur (de lângă Sâncraiu de Mureș), Uilac (aproape de Vânători), Uila (lângă Batoș), Toldal (30 km de Mureș), Tăureni (17 km de Mureș), Păstrăvăria (15 km de Sovata), Miheșu de Câmpie (5 km de Zau de Câmpie), Voivodeni, Iernut și Bezid.

### Soluri
În zonele muntoase sunt cele mai răspândite solurile monate brune și cele brune-gălbui podzolite, brune acide, andosolurile, dar și cele podzolice feriiluviuale. În părțile înalte ale munților apar și solurile scheletice; pe versanți solurile predominante sunt cele  tinere de grohotișuri. Solurile de pajiști alpină se întâlnesc în deosebi în zona craterului mare al Pietrosului din Munții Călimani.
În zona de contact dintre partea muntoasă și Subcarpați pot fi întâlnite soluri scheletice și soluri podzolice argiloiluviale pseudogleizate.
În zona de deal și podiș cele mai frecvente soluri sunt cele: silvestre, brune închise de pădure, argiloiluviale, podzolice argiloiluviale pseudogleizate, brune de pădure cernoziomice.
În Câmpia Transilvaniei predomină solurile silvestre brune și cernoziomurile levigate, solurile negre de fâneață, bălane de coastă și cele erodate, cernoziomurile levigate freatic, precum și cele humicogleice. În partea de vest a acestei câmpii sunt răspândite solurile cernoziom carbonatic, iar în partea de est cele brun închise de pădure cernoziomice pseudorendzinice, acestea din urmă favorizând dezvoltarea vegetației forestiere. Pe arii mai restrânse în special în văi pot fi întâlnite lăcoviști și sărături, pe terase soluri aluviale care favorizează culturile de cereale, iar în lunci soluri hidromorfe și solurile de mlaștină.

### Floră
Datorită factorilor fizico-geografici vegetația este diferențiată în funcție de zonarea altitudinală. Din perspectiva aspectelor floristice județul Mureș poate fi încadrat în provincia dacică, partea montană din nord-est face parte din ținutul Carpaților Orientali, iar zona de deal din ținutul Bazinului Transilvaniei.
Vegetația etajului alpin este formată din pajiști primare, ierburi (graminee alpine) și tufărișuri pitice în subetajul superior. În subetajul inferior (altitudini de sub 2000 m) vegetația este formată din pajiști primare și secundare însoțite de părușcă (Festuca supina), țăpoșică (Nardus stricta), iarba stâncilor (Agrostis rupestis), jneapăn (Pinus montana), ienupăr (Juniperus sibirica) și anin verde (Alnus viridis). În etajul montan (între 800–1600 m) vegetația este formată din: molidișuri (Picea excelsa) amestecate cu brad (Abies alba), fag (Fagus silvatica), anin alb (Alnus incana), anin negru (Alnus glutinosa), lariță (Larix decidua). afinișuri, zmeurișuri, etc.
Vegetația etajului de deal și podiș este grupată în 2 subetaje: subetajul gorunetelor și subetajul stejăretelor. Din prima categorie pot fi enumerate următoarele: gorun (Quercus petraea), cer (Quercus cerris), gârniță (Quercus fraineto), carpen (Carpinus betulus), tei (Tilia cordata), frasin (Fraxinus excelsior), arbuști precum alunul (Corylus avellana), cornul (Cornus mas), sângerul (Cornus sanquinea), lemnul câinesc (Ligustrum vulgare), porumbarul (Prunus spinosa), măceșul (Rosa canina). Din subetajul stejăretelor pot fi menționate: stejarul (Quercus robur), teiul, arțarul, frasinul, ulmul, jugastrul, pajiști sub forma fânețelor și pășuni naturale.
Vegetația etajului de stepă antropogenă cuprinde vegetații din vestul Câmpiei Transilvaniei din care merită amintite: bujorul românesc (Paeonia tenuifolia), Iris humilisul, Stepa stenophilia, etc. Vegetația intrazonală constituită din păduri de luncă, fânețe de luncă, stuf, papură, etc.

### Faună
Ca și zonă zoogeografică județul Mureș se încadrează în provincia dacică cu o faună diferențiată în 3 etaje: etajul montan, etajul de deal și podiș, etajul apelor curgătoare.
Etajul montan este format din variate specii având numeroși reprezentanți printre care: cerbul carpatin (Cervus elaphus carpaticus), ursul brun (Ursus arctos), râsul eurasiatic (Lynx lynx), jderul (Martes martes), jderul de piatră (Martes foina), pisica sălbatică (Felis silvestris), veverița (Sciurus vulgaris), mistrețul (Sus scrofa), lupul (Canis lupus), Căprioara (Capreolus capreolus), cocoșul de munte (Tetrao urogallus), cocoșul de mesteacăn (Lyrurus tetrix), buha (Bubo bubo), huhurezul (strix aluco aluco), pițigoiul de munte (Parus montanus), etc. Din biotopul apelor curgătoare de munte pot fi amintite speciile: păstrăvul (Salmo trutta), lipanul (Thymalus thymalus), lostrița (Hucho hucho), porcușorul de munte (Gobio gobio).
În etajul de deal și podiș pot fi întâlnite următoarele: animale - iepurele (Lepus europaeus), căprioara, veverița, nevăstuica (Mustella nivalis), pârșul (Glis glis), orbetele, cățelul pământului (Spalax leucodon transsylvanica), păsări - cicocănitoarea (Dryobates major), gaița (Garrulus glandaris), gaia (Milvus milvus), pupăza (Upupa epops), turturica (Streptopelia turtur), porumbelul gulerat (Columba palumbus), cinteza (Fringilla montifringilla), grangurele (Oriolus oriolus), cucul (Cuculus canorus), fazanul (Phasianus colchicus), etc. Etajul apelor curgătoare și lacustre cuprinde mai multe specii de viețuitoare: pești - crapul (Cyprinus carpio), cleanul (Leuciscus squalius), știuca (Esox lucinus), somnul (Silurus glanis), raci (Astacus), moluște, rațele sălbatice (Anas platyrhynchos).

### Rezervații naturale
Pădurea Mociar de la Solovăstru, aflată pe Valea Gurghiului - suprafață 48 ha - este inclusă în categoria IV conform criteriilor IUCN. Aici se află unii din cei mai bătrâni arbori din România, peste 700 de ani. În parcul dendrologic din Gurghiu aflat pe valea omonimă, alături de speciile autohtone, există și specii exotice de arbori din Australia, America de Nord, America de Sud, Japonia. Amenajarea parcului a avut loc în 1740 de către familia Bornemisza, în cadrul curții feudale de la Gurghiu.

## Istorie
Județul Mureș a fost înființat în anul 1968, cu ocazia reorganizării administrative a României. Teritoriul județului a făcut parte anterior din Regiunea Autonomă Maghiară, respectiv din Regiunea Brașov (raionul Sighișoara).

## Demografie

Harta etnică a județului Mureș

Judetul Mureș are o populație de 580.851 locuitori din care: 309.375 etnici români, adică 53,26% din totalul populației și 228.275 etnici maghiari, adică 39,30% din totalul populației.
Populația județului Mureș:
- Români – 52,6% (sau 309.375 loc.);
- Maghiari – 38,1% (sau 228.275 loc.);
- Romi – 6,96% (sau 40.425 loc.);
- Germani – 0,35% (sau 2.045 loc.);
- Evrei - 0,03% (sau 150 loc.);
- Alte grupuri etnice - 0,09% (sau 527 loc.).

De-a lungul timpului populația județului a fost într-o continuă creștere, după cum se vede și din graficele de mai jos. Între 1992 și 2002 a apărut o ușoară scădere a numărului populației cu 4,7%  reprezentând 29.202 persoane, această tendință de scădere fiind regăsită la nivelul întregii țări cu 4,1% și la nivelul Regiunii Centru cu 6,7%.

Conform recensământul populației din 2002 (România) județul Mureș are o populație de 581.628 locuitori, o densitate de 86,1 locuitori/km², dintre care 288.344 locuitori sunt de sex masculin și 300.015 de sex feminin. Populația județului reprezintă 2,67 % din populația României și 23% din Regiunea Centru, plasând Mureșul pe locul 14 în ierarhia județelor și pe locul 2 în clasamentul Regiunii Centru.
Componența etnică a județului Mureș
     Români (52,6%)
     Maghiari (38,1%)
     Romi (6,96%)
     Germani (0,35%)
     Altă etnie (0,12%)
Județul Mureș - evoluția demografică

|  | Graficele sunt indisponibile din cauza unor probleme tehnice. Mai multe informații se găsesc la Phabricator și la wiki-ul MediaWiki. |

Date: Recensăminte sau birourile de statistică - grafică realizată de Wikipedia
| Nr. | Comună              | Pop. 1992 | Pop. 2002 | Pop. 2011 |
| --- | ------------------- | --------- | --------- | --------- |
| 1   | Acățari             | 4705      | 4781      | 4738      |
| 2   | Adămuș              | 6084      | 5966      | 5147      |
| 3   | Albești             | 5494      | 5466      | 5345      |
| 4   | Aluniș              | 3367      | 3300      | 3236      |
| 5   | Apold               | 2471      | 2722      | 2892      |
| 6   | Ațintiș             | 1621      | 1631      | 1575      |
| 7   | Bahnea              | 3867      | 3812      | 3739      |
| 8   | Band                | 7587      | 7726      | 6446      |
| 9   | Batoș               | 4024      | 4173      | 3926      |
| 10  | Băgaciu             | 2301      | 2589      | 2474      |
| 11  | Băla                | 1095      | 905       | 756       |
| 12  | Bălăușeri           | 5214      | 5064      | 4889      |
| 13  | Beica de Jos        | 2343      | 2243      | 2305      |
| 14  | Bereni              | -         | -         | 1203      |
| 15  | Bichiș              | 1081      | 1039      | 805       |
| 16  | Bogata              | 1862      | 1947      | 2018      |
| 17  | Brâncovenești       | 4776      | 4518      | 3972      |
| 18  | Breaza              | 2484      | 2531      | 2473      |
| 19  | Ceuașu de Câmpie    | 5326      | 5419      | 5964      |
| 20  | Chețani             | 2857      | 2889      | 2665      |
| 21  | Chibed              |           |           | 1762      |
| 22  | Chiheru de Jos      | 1975      | 1744      | 1644      |
| 23  | Coroisânmărtin      | 1617      | 1487      | 1447      |
| 24  | Corunca             | -         | -         | 2785      |
| 25  | Cozma               | 759       | 644       | 562       |
| 26  | Crăciunești         | 4430      | 4348      | 4470      |
| 27  | Crăiești            | 1151      | 1026      | 924       |
| 28  | Cristești           | 5622      | 5591      | 5824      |
| 29  | Cucerdea            | 1950      | 1707      | 1525      |
| 30  | Cuci                | 2207      | 2200      | 1822      |
| 31  | Daneș               | 4885      | 4835      | 4874      |
| 32  | Deda                | 4383      | 4332      | 4113      |
| 33  | Eremitu             | 3912      | 3872      | 3893      |
| 34  | Ernei               | 5180      | 5219      | 5835      |
| 35  | Fărăgău             | 1774      | 1659      | 1683      |
| 36  | Fântânele           | 5329      | 5067      | 4693      |
| 37  | Gălești             | 2963      | 2940      | 3067      |
| 38  | Gănești             | 3900      | 3836      | 3573      |
| 39  | Gheorghe Doja       | 2805      | 2869      | 2982      |
| 40  | Ghindari            | 5290      | 5076      | 3250      |
| 41  | Glodeni             | 3755      | 3822      | 3817      |
| 42  | Gornești            | 5893      | 5885      | 5577      |
| 43  | Grebenișu de Câmpie | 1455      | 1642      | 1684      |
| 44  | Gurghiu             | 6763      | 6384      | 6091      |
| 45  | Hodac               | 4925      | 4981      | 5104      |
| 46  | Hodoșa              | 1604      | 1420      | 1261      |
| 47  | Ibănești            | 4728      | 4511      | 4357      |
| 48  | Iclănzel            | 2181      | 2292      | 2126      |
| 49  | Ideciu de Jos       | 2092      | 2005      | 2109      |
| 50  | Livezeni            | 3477      | 3766      | 3266      |
| 51  | Lunca               | 3140      | 2851      | 2625      |
| 52  | Lunca Bradului      | 2431      | 2150      | 2035      |
| 53  | Mădăraș             |           | 1622      | 1299      |
| 54  | Măgherani           | 3033      | 2733      | 1309      |
| 55  | Mica                | 4570      | 4701      | 4539      |
| 56  | Miheșu de Câmpie    | 2479      | 2538      | 2447      |
| 57  | Nadeș               | 2238      | 2406      | 2484      |
| 58  | Neaua               | 1632      | 1544      | 1369      |
| 59  | Ogra                | 2307      | 2441      | 2387      |
| 60  | Papiu Ilarian       | 1024      | 1013      | 963       |
| 61  | Pănet               | 5995      | 5994      | 6033      |
| 62  | Păsăreni            | 2073      | 1920      | 1919      |
| 63  | Petelea             | 2765      | 2780      | 2977      |
| 64  | Pogăceaua           | 1879      | 1983      | 2117      |
| 65  | Râciu               | 3848      | 3752      | 3748      |
| 66  | Răstolița           | 2325      | 2230      | 2073      |
| 67  | Rușii-Munți         | 2296      | 2252      | 2144      |
| 68  | Sărățeni            |           |           | 1608      |
| 69  | Saschiz             | 2133      | 2048      | 1965      |
| 70  | Sâncraiu de Mureș   | 6127      | 6268      | 7489      |
| 71  | Sângeorgiu de Mureș | 7442      | 7892      | 9304      |
| 72  | Sânger              | 2319      | 2530      | 2400      |
| 73  | Sânpaul             | 3695      | 4016      | 4233      |
| 74  | Sânpetru de Câmpie  | 3278      | 3181      | 3060      |
| 75  | Sântana de Mureș    | 3595      | 4266      | 5723      |
| 76  | Solovăstru          | 2668      | 2847      | 2888      |
| 77  | Stânceni            | 1592      | 1547      | 1450      |
| 78  | Suplac              | 2548      | 2369      | 2249      |
| 79  | Suseni              | 2287      | 2319      | 2253      |
| 80  | Șăulia              | 2003      | 2117      | 2018      |
| 81  | Șincai              | 1694      | 1634      | 1622      |
| 82  | Tăureni             | 1054      | 1049      | 989       |
| 83  | Valea Largă         | 3509      | 3379      | 3098      |
| 84  | Vărgata             | 2020      | 2004      | 1945      |
| 85  | Vânători            | 3647      | 3760      | 3901      |
| 86  | Vătava              | 2368      | 2135      | 1987      |
| 87  | Vețca               | 972       | 862       | 892       |
| 88  | Viișoara            | 1636      | 1663      | 1659      |
| 89  | Voivodeni           | 2124      | 1957      | 1756      |
| 90  | Zagăr               | 1255      | 1208      | 1192      |
| 91  | Zau de Câmpie       | 3562      | 3509      | 3236      |

## Economie
După anul 1989 economia județului Mureș primește noi coordonate, procesul de tranziție de la o economie centralizată la o economie de piață redefinește întreaga economie a județului. Principalele ramuri economice ale județului sunt împărțite astfel: industrie 41%, agricultură, silvicultură și exploatări forestiere 22%, servicii 37%.
Conform statisticilor efectuate de Oficiului Registrului Comerțului Mureș, la data de 31 decembrie 2003, județul Mureș ocupa locul 14 pe țară la numărul agenților economici, cu un număr de 27.854 agenți economici. Din numărul total al acestora, 17.984 erau societăți comerciale, 29 erau regii autonome, 154 erau organizații cooperatiste, iar 9.687 figurau ca persoane fizice și asociații familiale.  Din perspectiva capitalului, județul Mureș ocupa locul 9 pe țară ca număr de societăți comerciale cu capital străin, existând 1.611 de astfel de societăți. După valoarea capitalului străin investit, județul ocupa locul 14 pe țară.

## Cultură

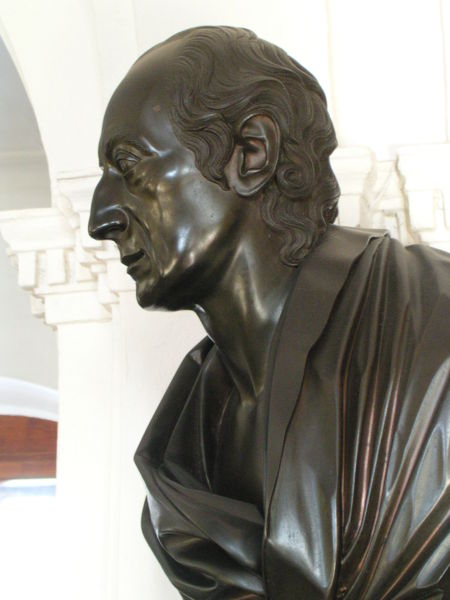
Bustul contelui Sámuel Teleki, în interiorul Bibliotecii Teleki-Bolyai

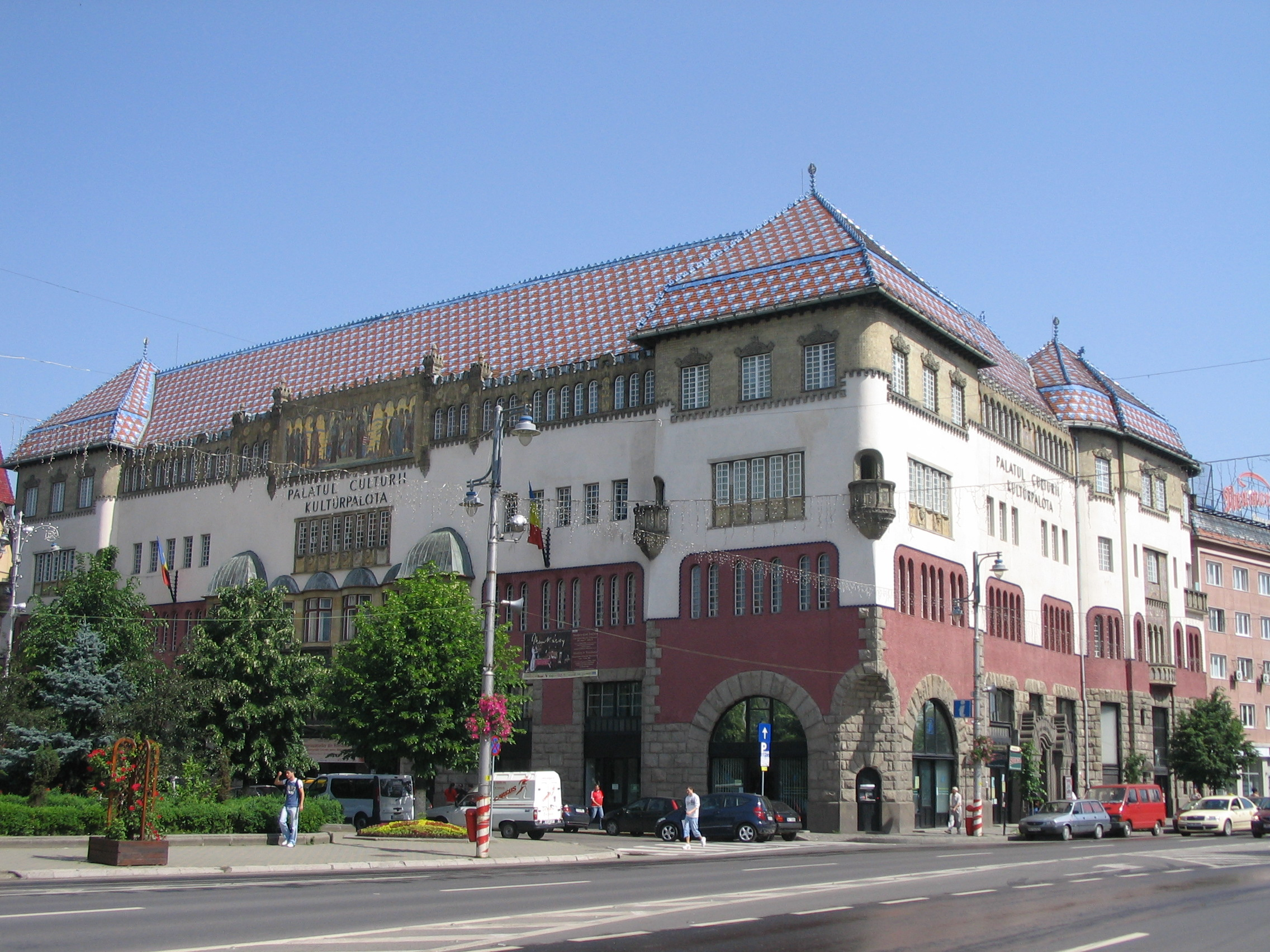
Palatul Culturii construit în mandatul lui György Bernády

Ca spațiu cultural județul Mureș este bine reprezentat, pe suprafața acestuia existând de-a lungul timpului adevărate focare de cultură în care au activat intelectuali valoroși precum:  Farkas Bolyai, János Bolyai, Ferenc Koós, Alexandru Papiu-Ilarian, Sámuel Teleki, Gheorghe Șincai
Cele mai vechi locuri de cultură ale județului sunt bibliotecile, prima bibliotecă a județului fiind înființată în anul 1557 în cadrul școlii Schola Particula, devenită în secolul XVIII colegiu reformat, astăzi fiind Colecția documentară Bolyai. O altă bibliotecă veche, înființată în anul 1684, este aceea din Sighișoara creată pe lângă colegiul reformat al vremii, astăzi fondurile  de carte ale acesteia aparținând bibliotecii municipale Sighișoara.
În acest moment fondul total de carte al bibliotecilor din județ este de peste 4,5 milioane exemplare  în acest fond fiind incluse și cărțile rare, manuscrisele și edițiile de mare valoare ale Bibliotecii Județene inclusiv cele din secția Teleki - devenită în timp un simbol al municipiului Târgu Mureș.
Din cele 407 biblioteci existente pe cuprinsul județului 87 sunt biblioteci publice , o parte din bibliotecile existente în școlile și comunele județului fiind înființate cu sprijinul Asociației ASTRA.
Palatul Culturii din Târgu Mureș, finalizat ca și construcție în 1913, a fost în trecut și este și în prezent un spațiu în care se desfășoară diverse activități culturale reuniuni, simpozioane, concerte, serbări. De menționat este și orga aflată în incinta Palatului, cea mai puternică din țară, la care au cântat artiști români dar și străini.
Bogăția etnografică și tradițională a locuitorilor județului Mureș este pusă în valoare an de an prin intermediul târgurile a căror origini se pierd departe în timp. Târgurile desfășurate la Saschiz(Dansul feciorilor), Gurghiu (Târgul fetelor), Hodac (Udatul nevestelor), Rușii Munți (Târgul portului popular), Târgu Mureș (Târgul dansului bătrânesc), Brâncovenești (Târgul cireșelor) scot în evidență varietatea de costume populare moștenite din strămoși precum și cântecele și datinile populare.
*Anuarul statistic al României 2006

### Învățământ
De-a lungul timpului în județul Mureș au existat diverse acțiuni ale autorităților și ale intelectualității pentru o creștere continuă a culturii în întreg spațiul județului. Cifrele recensământului din 1930 descriu județul Mureș astfel: 233 915 locuitori peste 7 ani, iar din aceștia 69,2 % erau alfabetizați, 74,7% din numărul bărbați, 63,9 % din numărul femeilor.

## Turism

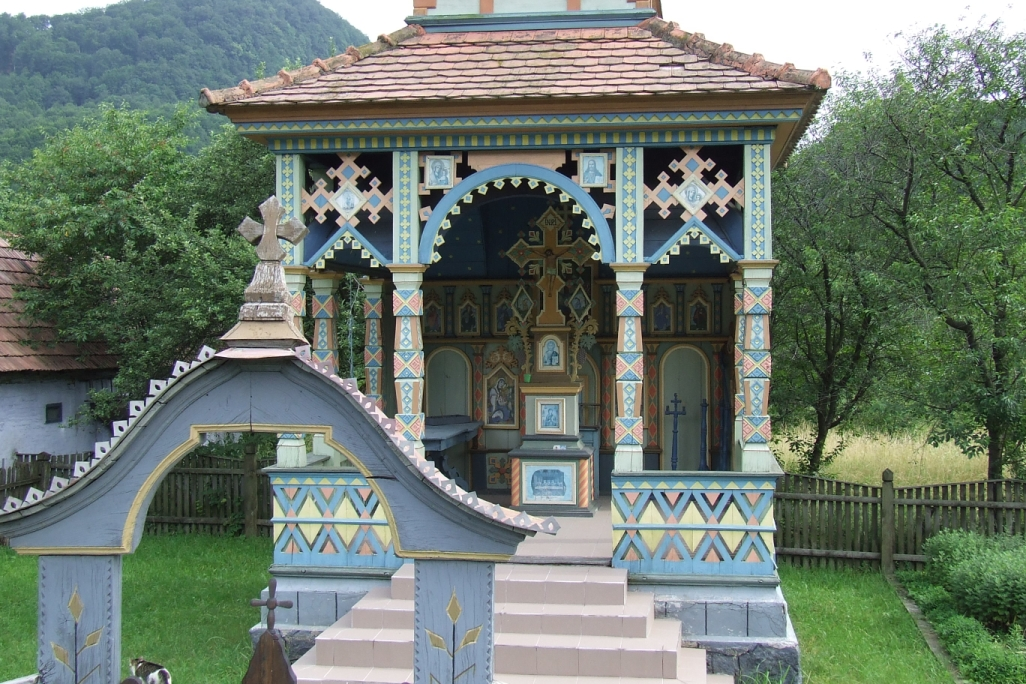
Troiță în satul Gălăoaia

Infrastructura județului Mureș care permite desfășurarea activităților specifice turismului cuprinde 91 unități de cazare, din acestea: 21 hoteluri, 8 hanuri și moteluri, 6 campinguri, 40 vile turistice și 4 tabere pentru elevi și studenți. Aceste centre însumează peste 7820 locuri de cazare.
Mureșul este al șaselea județ de pe traseul turistic Via Transilvanica, care începe în Județul Mehedinți, străbate Munții Carpați și Podișul Transilvaniei, și se încheie la Mânăstirea Putna din Județul Suceava.

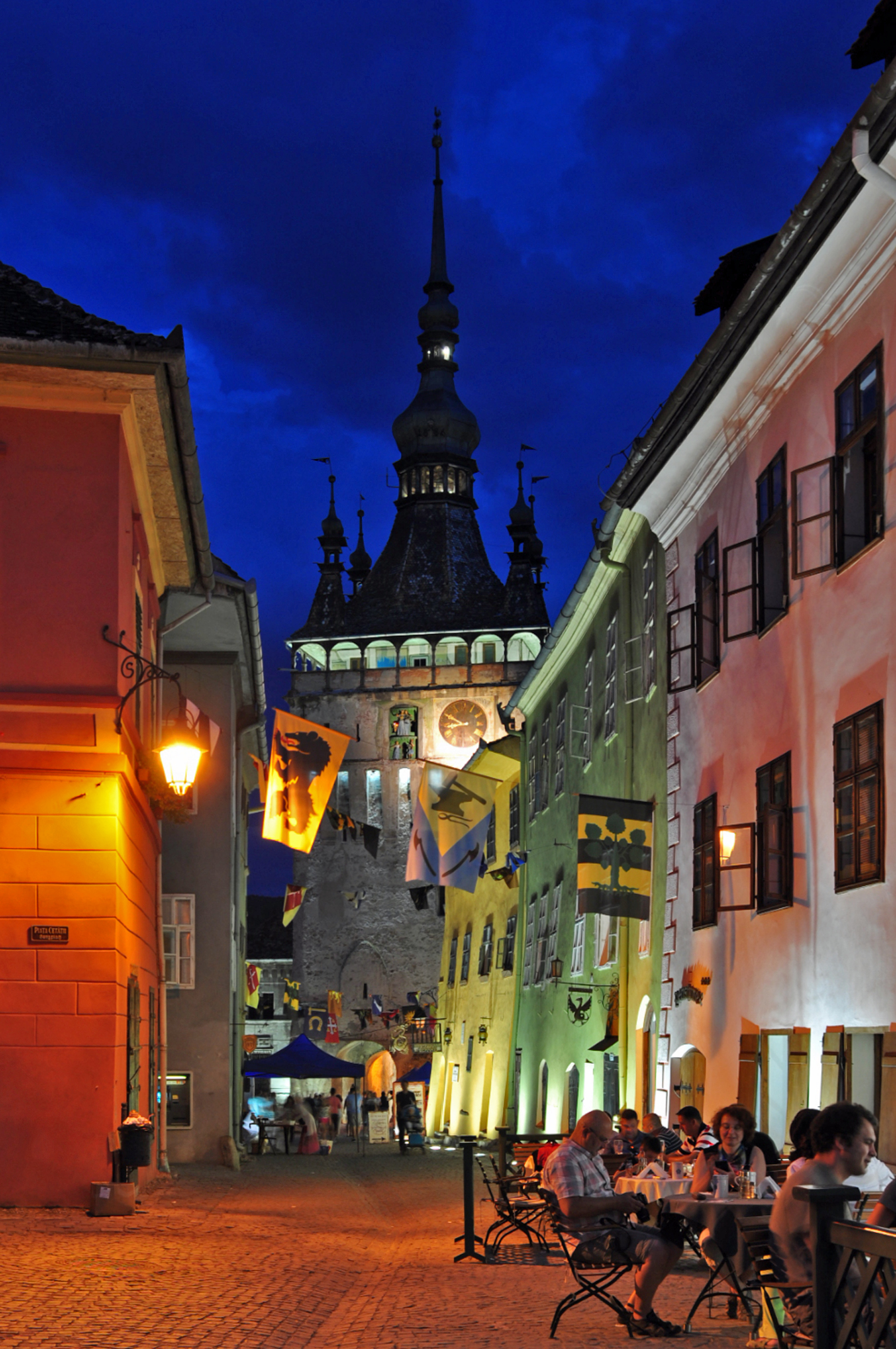
Cetatea Sighișoara

Printre principalele atracții turistice din județ sunt:
- Centrul istoric din Târgu Mureș
- Cetatea Sighișoara
- Stațiunea Sovata
- Centrul istoric din Reghin
- Biserica fortificată din Saschiz
- Munții Călimani
- Munții Gurghiu

## Stema județului

### Începutul secolului XX

Stema județului la începutul sec XX

Reorganizarea și unificarea administrativă efectuate de autoritățile de resort ale statului după Marea Unire de la  1918  a avut în vedere și schimbarea blazoanelor județelor și municipiilor din România. În 23 iunie 1921 a fost întocmită Comisia Consultativă Heraldică care s-a ocupat de stabilirea stemelor județelor și orașelor, precum și controlarea folosirii acestora. Între anii 1922-1928 au fost alcătuite stemele celor 71 de județe, iar între 1924-1936 stemele orașelor reședință de județ precum și a celor 100 de centre urbane.
Stema județului Mureș a fost obținută din stema fostului Comitat Mureș-Turda. Comisia Heraldică a înlăturat din vechea stemă scutul cu cavalerul și a alcătuit noua stemă a județului dintr-un scut cu câmpul roșu parcurs de 2 fascii aurite peste care figurează un arbore verde (măr). Mărul este amplasat pe o terasă și are pe crengile sale mere de aur. Deasupra acestuia este desenată o stea cu opt raze colorată cu auriu.

### Perioada socialistă

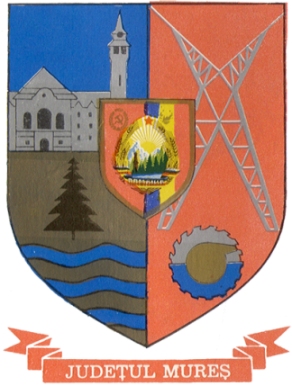
Stema județului din Republica Socialistă România

Prin Decretul 503 din 16 decembrie 1970 emis, de Consiliul de Stat, au fost instaurate noi steme ale județelor și municipiilor din Republica Socialistă România. În 25 iulie 1972 (Decretul 302) Consiliul aprobă noile steme pentru toate județele României și pentru orașele reședință de județ.
Stema județului Mureș era formată dintr-un scut despicat de formă rectangulară cu un vârf în ogivă, utilizat în secolul XV, forma fiind des folosită în arta heraldică românească. În dextra sus, pe un fond albastru figurează o clădire în stil neogotic ieșită din flancul scutului. Clădirea heraldizată este reprezentarea Palatului Prefecturii din Târgu Mureș stilizată astfel: un corp central cu o intrare monumentală și un acoperiș ascuțit la dextra urmată de o aripă a clădirii terminată cu un turn cu acoperișul ascuțit și un orologiu la senestra. Clădirea are culoarea argintiu deschis fiind luminată negru, baza clădirii fiind lipită de linia despărțitoare.
Sub Palatul Administrativ din Târgu Mureș este conturată, reinterpretat, o parte a vechii steme a județului Mureș fixată după primul război mondial. Câmpul este format din 3 fascii care reprezintă Mureșul și Târnavele. Bradul prezent în partea superioară a câmpului înlocuiește vechiul măr, simbol al pomiculturii, prin acest aspect se dorea sublinierea importanței silviculturii în raport cu pomicultura în economia județului.
În câmpul roșu este desenat un stâlp dublu de înaltă tensiune colorat cu argintiu. Sub această figură este figurată o retortă de aur înconjurată de o jumătate de fierăstrău circular în partea superioară, colorat cu argintiu, unită în partea de jos cu o roată dințată colorată în albastru.
În centrul scutului peste toate figurile este desenat un ecuson auriu în interiorul căruia figurează stema Republicii Socialiste România, acest simbol fiind regăsit pe toate stemele județelor din acea perioadă, dar și pe cele ale municipiilor.

### În prezent

Stema județului în prezent

Stema actuală a județului este adoptată prin Hotărârea de Guvern nr. 684 din 30 septembrie 1998, publicată în Monitorul Oficial nr. 416 din 15 octombrie 1998.
Stema județului Mureș se compune dintr-un scut sfertuit, cuprinzând, în primul cartier, pe fond roșu, o piesă istorică alcătuită dintr-un motiv central, de formă ovală, și din buline alungite din aur; în cartierul doi, pe câmp de azur, se află o construcție cu poartă închisă, cu șapte ferestre și două turnuri, cu acoperiș conic retezat, totul din argint; în cartierul trei, tot pe fond de azur, se află o balanță de aur, cu talgerele în echilibru. În ultimul cartier, pe fond roșu, se află trei brâuri ondulate de argint.
Piesa metalica din primul cartier, dextra, este cunoscută sub denumirea Fibula de la Suseni, izvor arheologic de inestimabilă valoare, aparținând fazei de început a epocii fierului. Ea reflectă nivelul de cultură materială și spirituala al locuitorilor de pe aceste meleaguri, al geto-dacilor, în ansamblu. Construcția din senestra evocă ctitoriile importante de pe aceste locuri, cât și sistemul de fortificații specific epocii feudale. Balanța, însemn heraldic care evocă justiția socială, face aluzie la echilibrul și cumpătarea locuitorilor, amintind, totodată, rolul activităților comerciale în progresul social. Brâurile argintii transpun în stemă bogăția hidrologică a județului și desemnează râurile Mureș, Târnava Mică și Niraj.

## Așezări
Lista completă a localităților din județul Mureș, în prezent, poate fi consultată aici, Listă de localități din județul Mureș.
Populația județului de-a lungul timpului a fost preponderent rurală. Schimbări majore în procentajul populației urbane apar în timpului regimului socialist, unele din măsurile care aveau în vedere urbanizarea populației județului fiind continuate și în prezent, după dărâmarea regimului comunist.
Urbanizarea populației județului a fost un proces de durată, începutul acestor transformări sociale putând fi regăsit în contextul social politic al secolului XIX. La începutul acestui secol pe întinsul județului existau mai multe clase sociale: iobagi, țărani liberi, nobili, industriași, comercianți (organizați în bresle), intelectuali (învățători, preoți, medici, etc). Reformele sociale, ca urmare a revoluției de la 1848, au în vedere în principal ștergerea iobăgiei, urmată de câștigarea libertăților individuale pentru miile de locuitori ai județului, dar și restrângerea unor drepturi și privilegii de care dispunea nobilimea până în acel moment. Aceste măsuri au drept rezultat crearea categoriei țăranilor liberi stăpâni pe munca și pe beneficiile muncii lor.
În 1872 are loc desființarea sistemelor de bresle și a îngrădirilor care nu permiteau libera deprindere a unor meserii de către orice individ. Rezultatul direct al acestor prevederi este înmulțirea meseriașilor și a industriașilor pe întreg teritoriul județului. O parte din acești țărani și meseriași neputându-și asigura traiul în spațiul județului emigrează în America și în celelalte provincii românești
Mișcările în cadrul claselor sociale sunt continuate și după primul război mondial, după reformele agrare și după desființarea definitivă a clasei nobililor. Apariția țăranilor împroprietăriți au ca efect principal crearea unui context favorabil pentru educația copiilor de țărani, din rândul acestora desprinzându-se meseriași și intelectuali, o parte dintre aceștia părăsind satul pentru centrele culturale și industriale din orașe.
Sistematizarea teritorială realizată în perioada comunistă a modificat vechile granițe ale județului Mureș din perioada interbelică. Noul județ Mureș se prezenta astfel în 1980 din punct de vedere al așezărilor astfel: 513 localități din care 2 municipii (Târgu Mureș, Sighișoara), 4 orașe (Reghin, Târnăveni, Luduș, Sovata), 5 comune suburbane (Cristești, Sâncraiu de Mureș, Sângeorgiu de Mureș, Sântana de Mureș, Albești), 86 de comune.
Analiza teritoriului județului realizată în anii 1980 au scos la iveală neajunsurile numărului redus de orașe raportat la suprafață și la numărul populației. În acest sens existau încă din această perioadă propuneri de urbanizare prin care se urmărea transformarea localităților Iernut, Sărmașu, Gurghiu și a altor alte 8 localități în orașe agro-industriale.
Aceste măsuri au fost continuate și după schimbarea regimului din 1989 astfel că la 31 decembrie 2005 județul poate fi descris conform tabelului Statistică localități după 1989.

### Așezări urbane
Conform datelor recensământului din 1930 județul Mureș (interbelic avea o populație de 289 817 locuitori. Din aceștia 47 298 trăiau în mediul urban, adică în cele 2 orașe ale județului: municipiul Târgu Mureș și Reghin, iar restul în mediul rural. Sub aspect confesional populația era alcătuită din 32,4% greco-catolici, 30,3% reformați, 14,5% ortodocși, 12,1% romano-catolici ș.a.

### Așezări rurale
Lista completă a localităților județului Mureș în perioada interbelică poate fi consultată aici, Listă localități în perioada interbelică.
Așezările rurale din județul Mureș, în număr de 487 (1973), sunt atestate în marea majoritate în epoca medievală  (secolul XI-XVIII).
În satele din județ pot fi întâlnite diverse tipuri structurale, în general localitățile păstrând aceeași structură de la înființare până în prezent. Structura compactă cu clădiri lipite una de alta este întâlnită în partea de sud-est a județului. Structura aglomerată, dar necompactă este caracteristică satelor de pe Valea Mureșului, Valea Nirajului și Valea Târnavei Mici, dar poate fi întâlnită și în partea de nord-vest a județului. Structura răsfirată, cu gospodării despărțite de spații agricole înșirate pe o rețea răsfirată de drumuri, este proprie mai ales satelor din zona montană. Structura risipită (gospodării foarte distanțate) poate fi întâlnită în zonele montane, pe de o parte și în zonele cu sate foarte mici din Câmpia Transilvaniei, pe de altă parte.

### Diviziuni administrative
Județul este format din 102 unități administrativ-teritoriale: 4 municipii, 7 orașe și 91 de comune.
Lista de mai jos conține unitățile administrativ-teritoriale din județul Mureș.
| Stemă              | Nume                 | Tip de localitate            | Populație          | Imagine            |
| Municipii și orașe | Municipii și orașe   | Municipii și orașe           | Municipii și orașe | Municipii și orașe |
| ------------------ | -------------------- | ---------------------------- | ------------------ | ------------------ |
|                    | Reghin               | municipiu                    | 33.281             |                    |
|                    | Sighișoara           | municipiu                    | 28.102             |                    |
|                    | Târgu Mureș          | municipiu reședință de județ | 134.290            |                    |
|                    | Târnăveni            | municipiu                    | 22.075             |                    |
|                    | Iernut               | oraș                         | 8.705              |                    |
|                    | Luduș                | oraș                         | 15.328             |                    |
|                    | Miercurea Nirajului  | oraș                         | 5.554              |                    |
|                    | Sovata               | oraș                         | 10.385             |                    |
|                    | Sângeorgiu de Pădure | oraș                         | 5.166              |                    |
|                    | Sărmașu              | oraș                         | 6.942              |                    |
|                    | Ungheni              | oraș                         | 6.945              |                    |
| Comune             |                      |                              |                    |                    |
|                    | Acățari              | comună                       | 4.738              |                    |
|                    | Adămuș               | comună                       | 5.147              |                    |
|                    | Albești              | comună                       | 5.345              |                    |
|                    | Aluniș               | comună                       | 3.236              |                    |
|                    | Apold                | comună                       | 2.892              |                    |
|                    | Ațintiș              | comună                       | 1.575              |                    |
|                    | Bahnea               | comună                       | 3.739              |                    |
|                    | Band                 | comună                       | 6.446              |                    |
|                    | Batoș                | comună                       | 3.926              |                    |
|                    | Beica de Jos         | comună                       | 2.305              |                    |
|                    | Bereni               | comună                       | 1.203              |                    |
|                    | Bichiș               | comună                       | 805                |                    |
|                    | Bogata               | comună                       | 2.018              |                    |
|                    | Breaza               | comună                       | 2.473              |                    |
|                    | Brâncovenești        | comună                       | 3.972              |                    |
|                    | Băgaciu              | comună                       | 2.474              |                    |
|                    | Băla                 | comună                       | 756                |                    |
|                    | Bălăușeri            | comună                       | 4.889              |                    |
|                    | Ceuașu de Câmpie     | comună                       | 5.964              |                    |
|                    | Chețani              | comună                       | 2.665              |                    |
|                    | Chibed               | comună                       | 1.762              |                    |
|                    | Chiheru de Jos       | comună                       | 1.644              |                    |
|                    | Coroisânmărtin       | comună                       | 1.447              |                    |
|                    | Corunca              | comună                       | 2.785              |                    |
|                    | Cozma                | comună                       | 562                |                    |
|                    | Cristești            | comună                       | 5.824              |                    |
|                    | Crăciunești          | comună                       | 4.470              |                    |
|                    | Crăiești             | comună                       | 924                |                    |
|                    | Cucerdea             | comună                       | 1.525              |                    |
|                    | Cuci                 | comună                       | 1.822              |                    |
|                    | Daneș                | comună                       | 4.874              |                    |
|                    | Deda                 | comună                       | 4.113              |                    |
|                    | Eremitu              | comună                       | 3.893              |                    |
|                    | Ernei                | comună                       | 5.835              |                    |
|                    | Fântânele            | comună                       | 4.693              |                    |
|                    | Fărăgău              | comună                       | 1.683              |                    |
|                    | Gheorghe Doja        | comună                       | 2.982              |                    |
|                    | Ghindari             | comună                       | 3.250              |                    |
|                    | Glodeni              | comună                       | 3.817              |                    |
|                    | Gornești             | comună                       | 5.577              |                    |
|                    | Grebenișu de Câmpie  | comună                       | 1.684              |                    |
|                    | Gurghiu              | comună                       | 6.091              |                    |
|                    | Gălești              | comună                       | 3.067              |                    |
|                    | Gănești              | comună                       | 3.573              |                    |
|                    | Hodac                | comună                       | 5.104              |                    |
|                    | Hodoșa               | comună                       | 1.261              |                    |
|                    | Ibănești             | comună                       | 4.357              |                    |
|                    | Iclănzel             | comună                       | 2.126              |                    |
|                    | Ideciu de Jos        | comună                       | 2.109              |                    |
|                    | Livezeni             | comună                       | 3.266              |                    |
|                    | Lunca                | comună                       | 2.625              |                    |
|                    | Lunca Bradului       | comună                       | 2.035              |                    |
|                    | Mica                 | comună                       | 4.539              |                    |
|                    | Miheșu de Câmpie     | comună                       | 2.447              |                    |
|                    | Mădăraș              | comună                       | 1.299              |                    |
|                    | Măgherani            | comună                       | 1.309              |                    |
|                    | Nadeș                | comună                       | 2.484              |                    |
|                    | Neaua                | comună                       | 1.369              |                    |
|                    | Ogra                 | comună                       | 2.387              |                    |
|                    | Papiu Ilarian        | comună                       | 963                |                    |
|                    | Petelea              | comună                       | 2.977              |                    |
|                    | Pogăceaua            | comună                       | 2.117              |                    |
|                    | Pănet                | comună                       | 6.033              |                    |
|                    | Păsăreni             | comună                       | 1.919              |                    |
|                    | Rușii-Munți          | comună                       | 2.144              |                    |
|                    | Râciu                | comună                       | 3.748              |                    |
|                    | Răstolița            | comună                       | 2.073              |                    |
|                    | Saschiz              | comună                       | 1.965              |                    |
|                    | Solovăstru           | comună                       | 2.888              |                    |
|                    | Stânceni             | comună                       | 1.450              |                    |
|                    | Suplac               | comună                       | 2.249              |                    |
|                    | Suseni               | comună                       | 2.253              |                    |
|                    | Sâncraiu de Mureș    | comună                       | 7.489              |                    |
|                    | Sângeorgiu de Mureș  | comună                       | 9.304              |                    |
|                    | Sânger               | comună                       | 2.400              |                    |
|                    | Sânpaul              | comună                       | 4.233              |                    |
|                    | Sânpetru de Câmpie   | comună                       | 3.060              |                    |
|                    | Sântana de Mureș     | comună                       | 5.723              |                    |
|                    | Sărățeni             | comună                       | 1.608              |                    |
|                    | Tăureni              | comună                       | 989                |                    |
|                    | Valea Largă          | comună                       | 3.098              |                    |
|                    | Vețca                | comună                       | 892                |                    |
|                    | Viișoara             | comună                       | 1.659              |                    |
|                    | Voivodeni            | comună                       | 1.756              |                    |
|                    | Vânători             | comună                       | 3.901              |                    |
|                    | Vărgata              | comună                       | 1.945              |                    |
|                    | Vătava               | comună                       | 1.987              |                    |
|                    | Zagăr                | comună                       | 1.192              |                    |
|                    | Zau de Câmpie        | comună                       | 3.236              |                    |
|                    | Șincai               | comună                       | 1.622              |                    |
|                    | Șăulia               | comună                       | 2.018              |                    |

## Politică
Județul Mureș este administrat de un consiliu județean format din 34 consilieri. În urma alegerilor locale din 2024, consiliul este prezidat de Ferenc Péter de la UDMR, iar componența politică a Consiliului este următoarea:
Vicepreședinții sunt: Kovács Mihály Levente (UDMR) și Ovidiu Georgescu (PNL)
|  | Partid                                 | Consilieri | Componența Consiliului | Componența Consiliului | Componența Consiliului | Componența Consiliului | Componența Consiliului | Componența Consiliului | Componența Consiliului | Componența Consiliului | Componența Consiliului | Componența Consiliului | Componența Consiliului | Componența Consiliului | Componența Consiliului | Componența Consiliului |
|  | -------------------------------------- | ---------- | ---------------------- | ---------------------- | ---------------------- | ---------------------- | ---------------------- | ---------------------- | ---------------------- | ---------------------- | ---------------------- | ---------------------- | ---------------------- | ---------------------- | ---------------------- | ---------------------- |
|  | Uniunea Democrată Maghiară din România | 14         |                        |                        |                        |                        |                        |                        |                        |                        |                        |                        |                        |                        |                        |                        |
|  | Partidul Social Democrat               | 9          |                        |                        |                        |                        |                        |                        |                        |                        |                        |                        |                        |                        |                        |                        |
|  | Partidul Național Liberal              | 8          |                        |                        |                        |                        |                        |                        |                        |                        |                        |                        |                        |                        |                        |                        |
|  | Alianța pentru Unirea Românilor        | 3          |                        |                        |                        |                        |                        |                        |                        |                        |                        |                        |                        |                        |                        |                        |

### Consiliul Județean
Consiliul județean este compus din 34 de membri împărțiți astfel:

#### 2004-2008
|  | Partid                                     | Consilieri | Componența Consiliului | Componența Consiliului | Componența Consiliului | Componența Consiliului | Componența Consiliului | Componența Consiliului | Componența Consiliului | Componența Consiliului | Componența Consiliului | Componența Consiliului | Componența Consiliului | Componența Consiliului | Componența Consiliului | Componența Consiliului | Componența Consiliului |
|  | ------------------------------------------ | ---------- | ---------------------- | ---------------------- | ---------------------- | ---------------------- | ---------------------- | ---------------------- | ---------------------- | ---------------------- | ---------------------- | ---------------------- | ---------------------- | ---------------------- | ---------------------- | ---------------------- | ---------------------- |
|  | Uniunea Democrată Maghiară din România     | 15         |                        |                        |                        |                        |                        |                        |                        |                        |                        |                        |                        |                        |                        |                        |                        |
|  | Partidul Social Democrat                   | 9          |                        |                        |                        |                        |                        |                        |                        |                        |                        |                        |                        |                        |                        |                        |                        |
|  | Alianța Dreptate și Adevăr (4 PNL și 3 PD) | 7          |                        |                        |                        |                        |                        |                        |                        |                        |                        |                        |                        |                        |                        |                        |                        |
|  | Partidul România Mare                      | 2          |                        |                        |                        |                        |                        |                        |                        |                        |                        |                        |                        |                        |                        |                        |                        |
|  | Partidul Conservator                       | 1          |                        |                        |                        |                        |                        |                        |                        |                        |                        |                        |                        |                        |                        |                        |                        |

#### 2008-2012
|  | Uniunea Democrată Maghiară din România | 13 |  |  |  |  |  |  |  |  |  |  |  |  |  |
|  | Partidul Național Liberal              | 8  |  |  |  |  |  |  |  |  |  |  |  |  |  |
|  | Partidul Democrat Liberal              | 7  |  |  |  |  |  |  |  |  |  |  |  |  |  |
|  | Partidul Social Democrat               | 6  |  |  |  |  |  |  |  |  |  |  |  |  |  |

#### 2012-2016

Harta politică a județului Mureș după alegerile locale din 2012

|  | Uniunea Social-Liberală                | 13 |  |  |  |  |  |  |  |  |  |  |  |  |  |
|  | Uniunea Democrată Maghiară din România | 12 |  |  |  |  |  |  |  |  |  |  |  |  |  |
|  | Alianța pentru Mureș                   | 6  |  |  |  |  |  |  |  |  |  |  |  |  |  |
|  | Partidul Poporului                     | 2  |  |  |  |  |  |  |  |  |  |  |  |  |  |

#### 2016-2020
| [ 16 ] | Partid                                 | Consilieri | Componența Consiliului | Componența Consiliului | Componența Consiliului | Componența Consiliului | Componența Consiliului | Componența Consiliului | Componența Consiliului | Componența Consiliului | Componența Consiliului | Componența Consiliului | Componența Consiliului | Componența Consiliului | Componența Consiliului | Componența Consiliului | Componența Consiliului |
| ------ | -------------------------------------- | ---------- | ---------------------- | ---------------------- | ---------------------- | ---------------------- | ---------------------- | ---------------------- | ---------------------- | ---------------------- | ---------------------- | ---------------------- | ---------------------- | ---------------------- | ---------------------- | ---------------------- | ---------------------- |
|        | Uniunea Democrată Maghiară din România | 15         |                        |                        |                        |                        |                        |                        |                        |                        |                        |                        |                        |                        |                        |                        |                        |
|        | Partidul Social Democrat               | 10         |                        |                        |                        |                        |                        |                        |                        |                        |                        |                        |                        |                        |                        |                        |                        |
|        | Partidul Național Liberal              | 10         |                        |                        |                        |                        |                        |                        |                        |                        |                        |                        |                        |                        |                        |                        |                        |

2020-2024
|  | Partid                                 | Consilieri | Componența Consiliului | Componența Consiliului | Componența Consiliului | Componența Consiliului | Componența Consiliului | Componența Consiliului | Componența Consiliului | Componența Consiliului | Componența Consiliului | Componența Consiliului | Componența Consiliului | Componența Consiliului | Componența Consiliului | Componența Consiliului | Componența Consiliului | Componența Consiliului |
|  | -------------------------------------- | ---------- | ---------------------- | ---------------------- | ---------------------- | ---------------------- | ---------------------- | ---------------------- | ---------------------- | ---------------------- | ---------------------- | ---------------------- | ---------------------- | ---------------------- | ---------------------- | ---------------------- | ---------------------- | ---------------------- |
|  | Uniunea Democrată Maghiară din România | 16         |                        |                        |                        |                        |                        |                        |                        |                        |                        |                        |                        |                        |                        |                        |                        |                        |
|  | Partidul Național Liberal              | 9          |                        |                        |                        |                        |                        |                        |                        |                        |                        |                        |                        |                        |                        |                        |                        |                        |
|  | Partidul Social Democrat               | 7          |                        |                        |                        |                        |                        |                        |                        |                        |                        |                        |                        |                        |                        |                        |                        |                        |
|  | Partidul Mișcarea Populară             | 2          |                        |                        |                        |                        |                        |                        |                        |                        |                        |                        |                        |                        |                        |                        |                        |                        |

### Președinții Consiliului

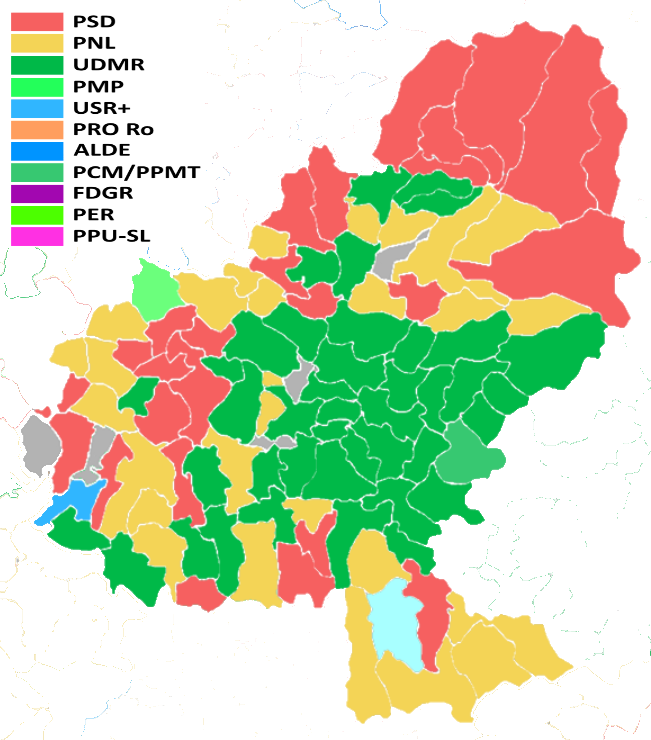
Harta politică a județului Mureș după alegerile locale din 2020

- Harta politică a județului Mureș după alegerile locale din 2020

- 2004 - 2012: Edit Emőke Lokodi
- 2012 - 2016: Ciprian Dobre
- 2016 - 2024: Ferenc Péter

### Prefecți
- 2005 - 2008: Ciprian Dobre
- 2008 - 2009: Felicia Pop
- 2008 - 2012: Pașcan Emil-Marius
- 2012 - 2014: Corneliu Grosu
- 2014: Vasile Oprea
- 2014 - 2018: Lucian Goga
- 2018 - 2020: Mircea Dușa
- 2020 - prezent: Mara Togănel

## Sănătate
Statistic sectorul sănătate al județului Mureș poate fi descris conform tabelului de mai jos.

## Sport
Echipa de baschet:
- BC Mureș

Echipe de fotbal:
- FCM Târgu Mureș
- ASA Târgu Mureș
- Avântul Reghin
- Mureșul Luduș
- Chimica Târnăveni
- ASA Unirea Ungheni
- CS Iernut
- Avântul Miheșu de Câmpie

Multi-sport:
- CSM Târgu Mureș